# Secretario de Cámara del rey de España

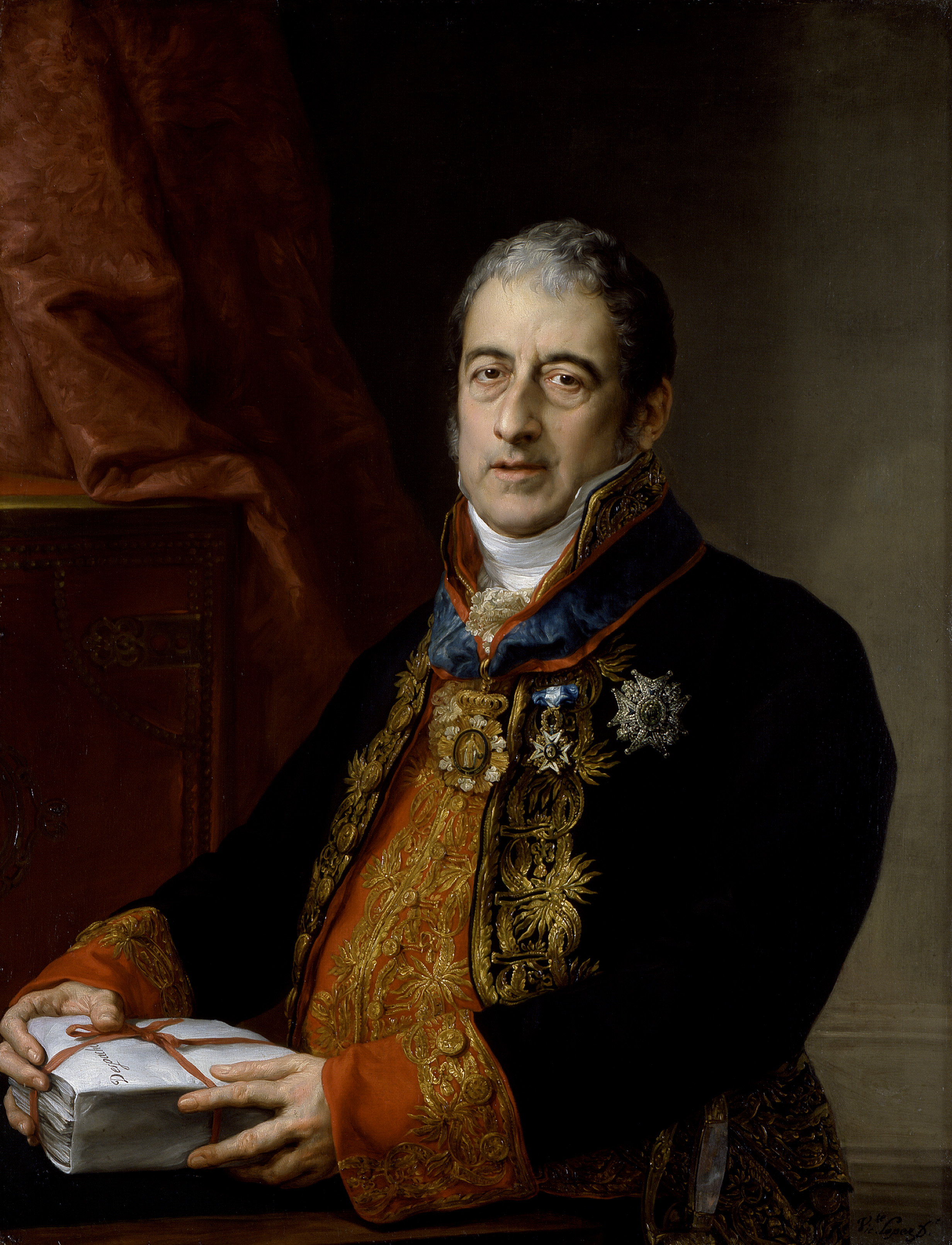
Juan Miguel de Grijalva retratado como secretario de cámara de Fernando VII y uno de los más notables personajes que desempeló el cargo (óleo por Vicente López, hacia 1830)

Secretario de Cámara y de la Real Estampilla fue un cargo de confianza al servicio del monarca español.

## Historia
El cargo surgió a finales del siglo XVI cuando Felipe II encargó a dos de sus ayudas de cámara la tramitación diaria de su correspondencia. El monarca eligió a Sebastián de Santoyo y Juan Ruiz de Velasco. También durante el reinado de Felipe II, al formarse casa para el entonces príncipe Felipe (futuro Felipe III) se encargó esta tarea a Alonso de Muriel, uno de los ayudas de cámara del joven príncipe.Posteriormente, tras la accesión al trono de Felipe III se daría a Muriel el título de secretario de cámara que ejerció desde entonces (1598) hasta 1601en que fue entregado a Rodrigo Calderón, favorito de Francisco de Sandoval y Rojas, I duque de Lerma y valido de Felipe III. En este momento inicial, el secretario de cámara cobraba unos ochocientos ducados anuales (que cobró Rodrigo Calderón), una suma considerada moderada. Sin embargo se trataba de un cargo codiciado por su acceso continuado y de carácter más o menos privado al monarca.

Durante el reinado del hijo primogénito y sucesor de Felipe III, Felipe IV destacó en el cargo, Antonio Hurtado de Mendoza que lo desempeñó durante catorce años.En este momento y a juicio del propio Hurtado de Mendoza el de secretario de cámara era: 
oficio de más confianza que suficiencia, y aunque tiene más ocasiones en que ejercitar la fidelidad que el entendimiento, ha menester buen juicio para todas.
El siglo XVIII vería la consolidación institucional del cargo de secretario de cámara.
En 1811 el marco de la Guerra de la Independencia, la Regencia reformó la Secretaría de Cámara y de la Real Estampilla por decreto de 7 de abril de ese año.
Durante el reinado de Fernando VII, el cargo fue desempeñado por el foncarraleño Juan Miguel de Grijalva, personaje ambivalente siendo fiel al monarca y de ideas liberales.
El cargo desaparecería hacia mediados del siglo XIX. Todavía en 1854, la secretaria de Cámara y de la Real Estampilla era descrita en la Guía de Forasteros en Madrid como un departamento el secretario a la cabeza y tres oficiales a su cargo.

## Funciones
El secretario de cámara contó con funciones variadas a lo largo de su historia, siempre relacionadas con los papeles y correspondencia oficial del monarca.
De acuerdo con Martínez Hernández, en la primera mitad del siglo XVII, el secretario de cámara ejercía las siguientes funciones:
- Recibir aquellos memoriales y escritos dirigidos al monarca, estudiando su contenido junto con los oficiales de Cámara a su servicio.
- Remitir estos memoriales a los ministros a quién correspondiera despachar la materia de su contenido.
- Preparar la mesa y papeles del rey, junto con otros oficiales y ayudas de cámara, para la hora del despacho fijada por el monarca.
- Gestionar el acceso de los solicitantes a la cámara del rey, de acuerdo con las instrucciones del monarca.
- Custodiar la estampilla utilizada por el rey para la firma de gran parte de sus cédulas y decretos.
- Guardar y contabilizar el conocido como bolsillo secreto del rey, dinero usado para sus asuntos particulares
- Custodiar las llaves de aquellos escritorios retirados y otros cuartos y elementos mobiliarios que le confiase el monarca.